# Tetragnatha cylindrica
Tetragnatha cylindrica är en spindelart som beskrevs av Charles Athanase Walckenaer 1842. Tetragnatha cylindrica ingår i släktet sträckkäkspindlar, och familjen käkspindlar. Inga underarter finns listade i Catalogue of Life.